# Leucania juncicola
Leucania juncicola là một loài bướm đêm trong họ Noctuidae.